# قلعه باجول آب باریک
قلعه باجول آب باریک مربوط به اواخر دوره قاجار است و در شهرستان الیگودرز، روستای آب باریک واقع شده و این اثر در تاریخ ۵ آذر ۱۳۸۰ با شمارهٔ ثبت ۴۳۵۳ به‌عنوان یکی از آثار ملی ایران به ثبت رسیده است.